# Lágheiði
Bei der Lágheiði handelt sich um ein Hochtal dieses Namens und einen gleichnamigen Passweg in Island.
Über die Lágheiði führt der Ólafsfjarðarvegur  von Ólafsfjörður im Nordosten der Halbinsel Tröllaskagi in den Nordwesten und  an den Skagafjörður.
Diese Straßenverbindung wurde 1948 eröffnet.
Der Pass erreicht eine Höhe von 409 m.
Für isländische Verhältnisse ist dies eine beträchtliche Höhe über dem Meer.
Gleichzeitig ist Tröllaskagi eine der Gegenden Islands mit dem meisten Schneefall, so dass die Straße im Winter nicht selten unbefahrbar ist.
Im Sommer ist die Straße recht gut befahrbar, da sich das Gefälle sehr in Grenzen hält.
Das westliche Ende liegt am Siglufjarðarvegur .
Nach Südwesten führt dieser nach Hofsós, im Norden erreicht man Siglufjörður.
Zur Verbesserung und Verkürzung der Verbindung zwischen Ólafsfjörður und Siglufjörður wurden die Héðinsfjarðargöng in den Jahren 2006 bis 2010 gebaut.

## Weblink
- Bild: auf dem Weg über die Lágheiði im Winter